# Omloop van het Waasland 1990
 De 26e editie van de Belgische wielerwedstrijd Omloop van het Waasland vond plaats op 18 maart 1990. De start en finish vonden plaats in Kemzeke. De winnaar was Luc Govaerts, gevolgd door Adrie Kools en Jean-François Brasseur.

## Uitslag
| Omloop van het Waasland 1990 |                        |                    |          |
| Plaats                       | Naam                   | Ploeg              | Tijd     |
| Winnaar                      | Luc Govaerts           | Westwood           | 4u47'00" |
| 2                            | Adrie Kools            | Tulip-IOC-Hofnar   | z.t.     |
| 3                            | Jean-François Brasseur | Weinmann-SMM Uster | z.t.     |

1965 · 1966 · 1967 · 1968 · 1969 · 1970 · 1971 · 1972 · 1973 · 1974 · 1975 · 1976 · 1977 · 1978 · 1979 · 1980 · 1981 · 1982 · 1983 · 1984 · 1985 · 1986 · 1987 · 1988 · 1989 · 1990 · 1991 · 1992 · 1993 · 1994 · 1995 · 1996 · 1997 · 1998 · 1999 · 2000 · 2001 · 2002 · 2003 · 2004 · 2005 · 2006 · 2007 · 2008 · 2009 · 2010 · 2011 · 2012 · 2013 · 2014 · 2015 · 2016 · 2017 · 2018 · 2019 · 2020 · 2021 · 2022 · 2023 · 2024